# SOS (半导体)
蓝宝石上的硅（英語：silicon on sapphire, SOS）是集成电路制造工艺中的一种异质外延技术，它将一层较薄（通常小于0.6微米）的硅生长在蓝宝石（主要成分为氧化铝）晶圆上。SOS技术是CMOS技术中SOI（Silicon On Insulator, SOI，绝缘体上的硅）的一部分。